# Mélancolie (Munch)
Mélancolie (norvégien : Melankoli), ou encore Soir, Jalousie, Le Bateau jaune ou Jappe sur la plage est un thème du peintre norvégien Edvard Munch, représenté dans cinq tableaux peints entre 1891 et 1896 et deux gravures sur bois, en 1896 et 1902.

## Description
Au premier plan, un homme est assis sur la plage, la tête appuyée sur sa main. En arrière-plan, un couple marche sur un ponton et se prépare à une excursion en bateau. Les couleurs soulignent l'ambiance mélancolique de la scène. Munch a traité ainsi la malheureuse histoire d'amour de son ami Jappe Nilssen avec une femme mariée, Oda Krohg, reflet de sa propre liaison passée avec une femme mariée. Le personnage mélancolique est donc associé aussi bien à son ami qu'à lui-même. Mélancolie est considéré comme l'un des premiers tableaux symbolistes du peintre norvégien ; il fait partie de sa Frise de la Vie.

## Contexte
Le thème du personnage mélancolique dans un paysage est une longue tradition dans l'histoire de l'art ; ainsi, Jean-Baptiste dans le désert de Geertgen tot Sint Jans et Melencolia d'Albrecht Dürer. L'historien de l'art Arne Eggum établit une parenté avec la gravure Soir de Max Klinger, qui était bien connue à Kristiana et au tableau Christ sur le Mont des Oliviers, de Paul Gauguin qui, comme chez Munch, reflétait l'état de souffrance du peintre.

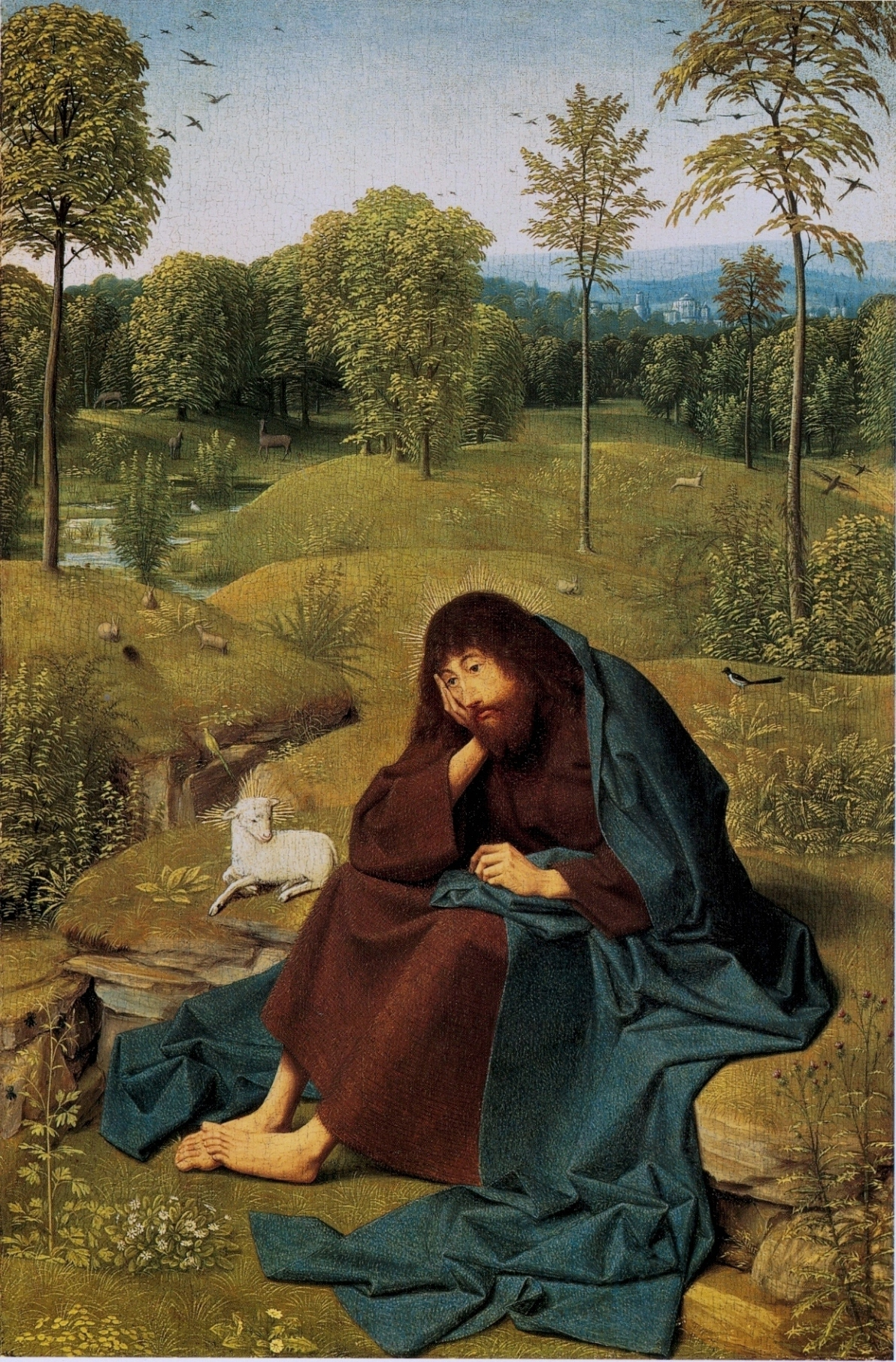
Geertgen tot Sint Jans, Jean-Baptiste dans le désert, vers 1490 (42 × 28 cm), Gemäldegalerie, Berlin.
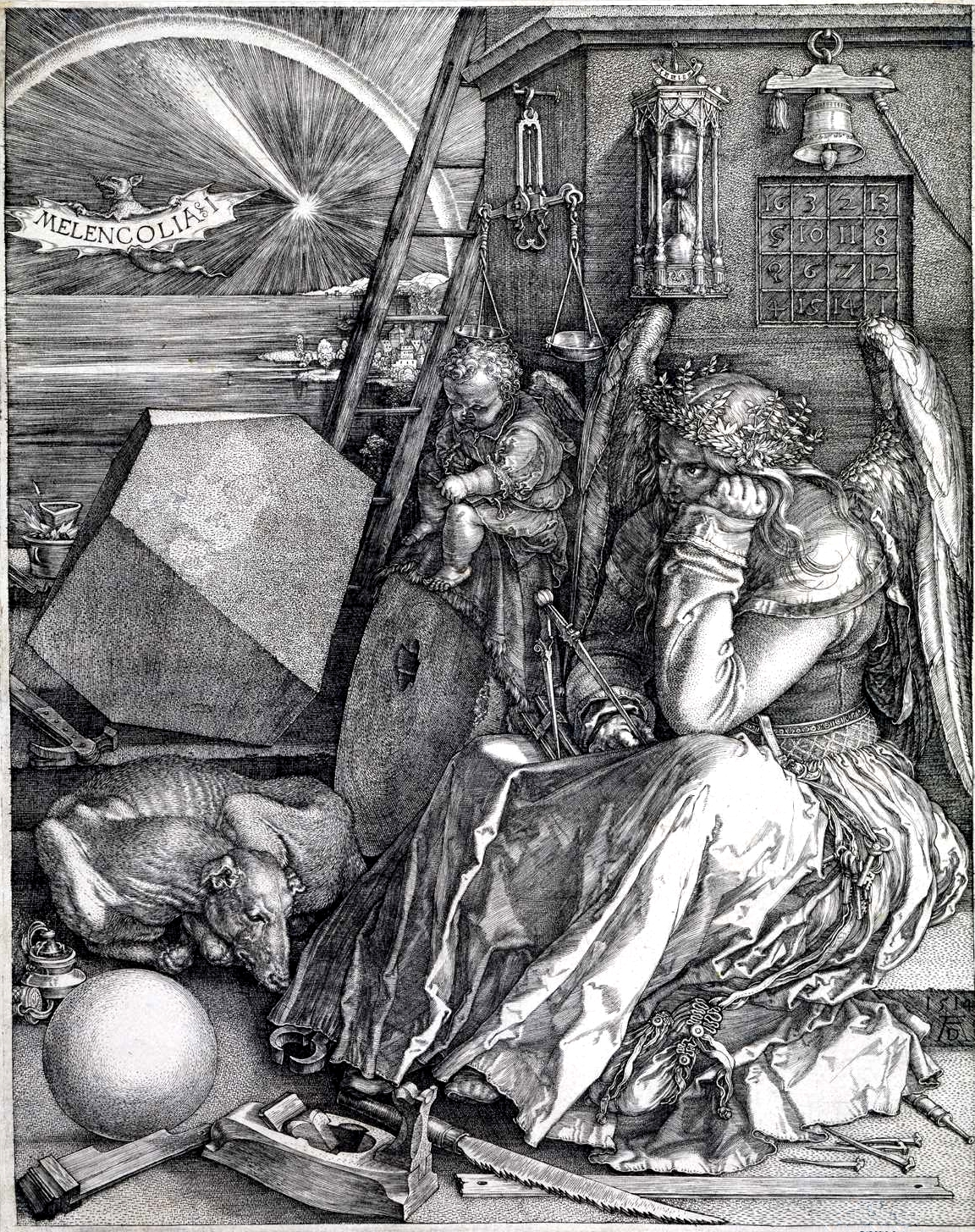
Albrecht Dürer, Melencolia I, vers 1514 (24 × 18,5 cm).
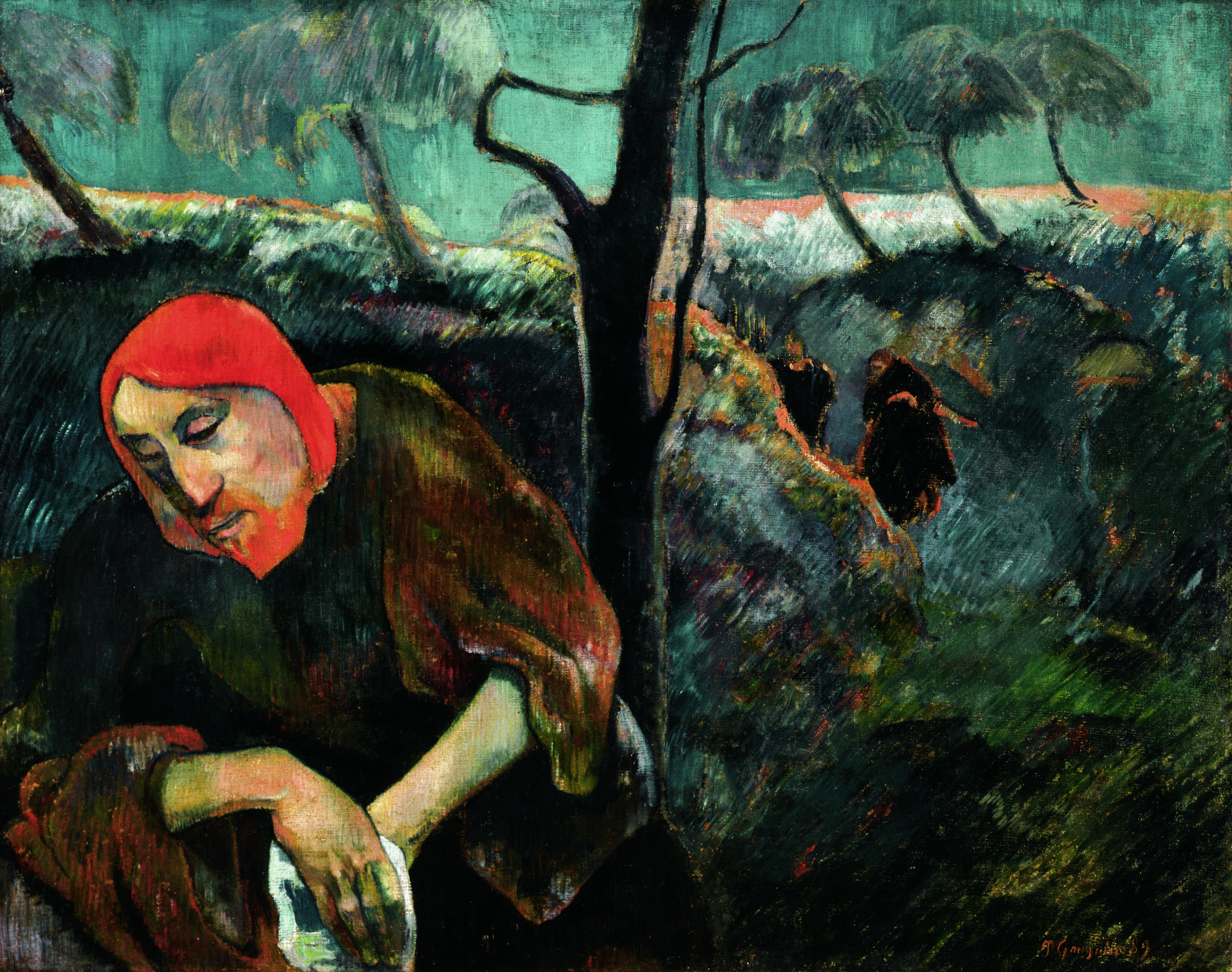
Paul Gauguin, Christ sur le Mont des Oliviers, 1889 (73 × 92 cm), Norton Museum of Art, West Palm Beach.
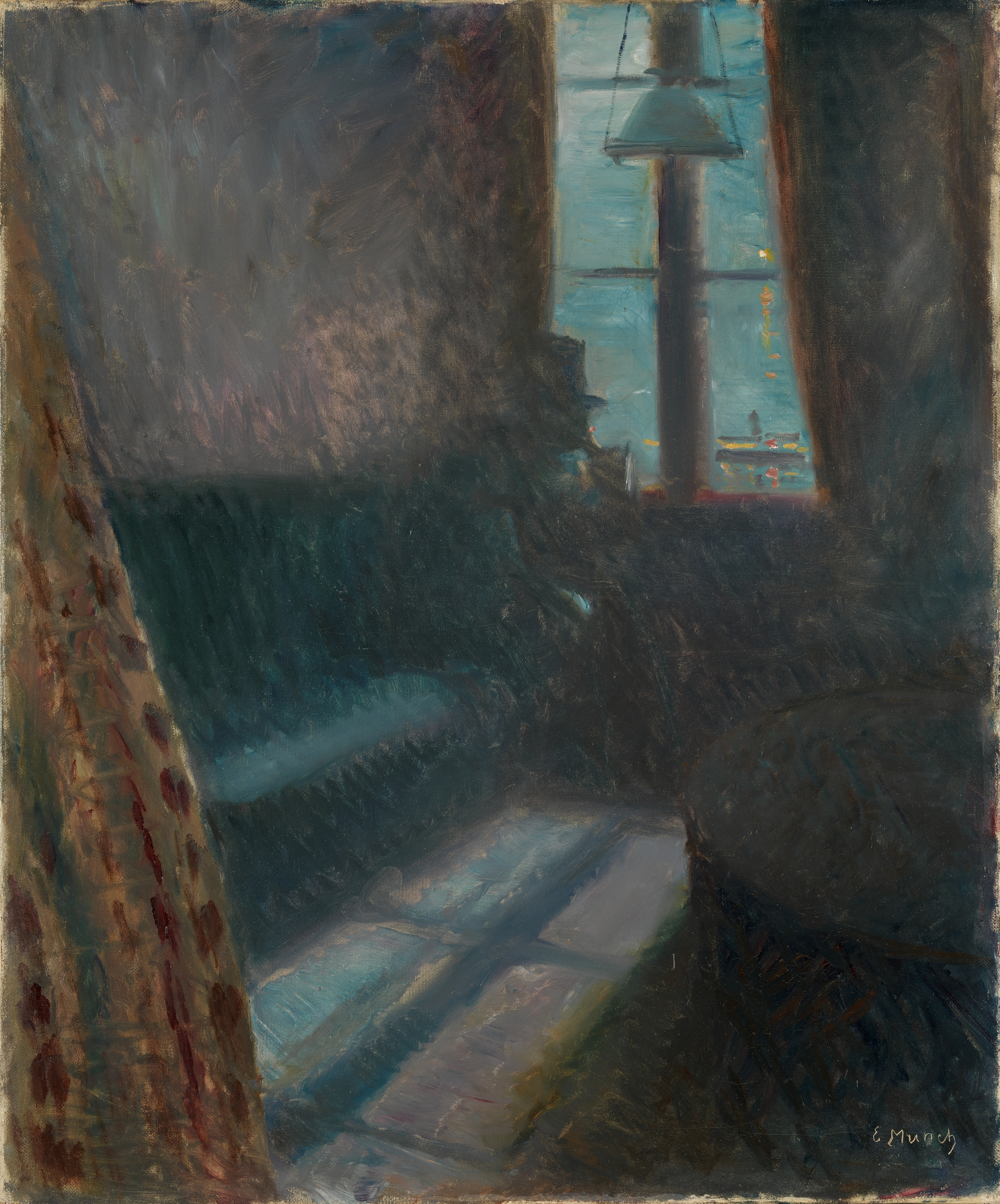
Edvard Munch, Nuit à Saint-Cloud, 1890 (64,5 × 54 cm), Galerie nationale d'Oslo.
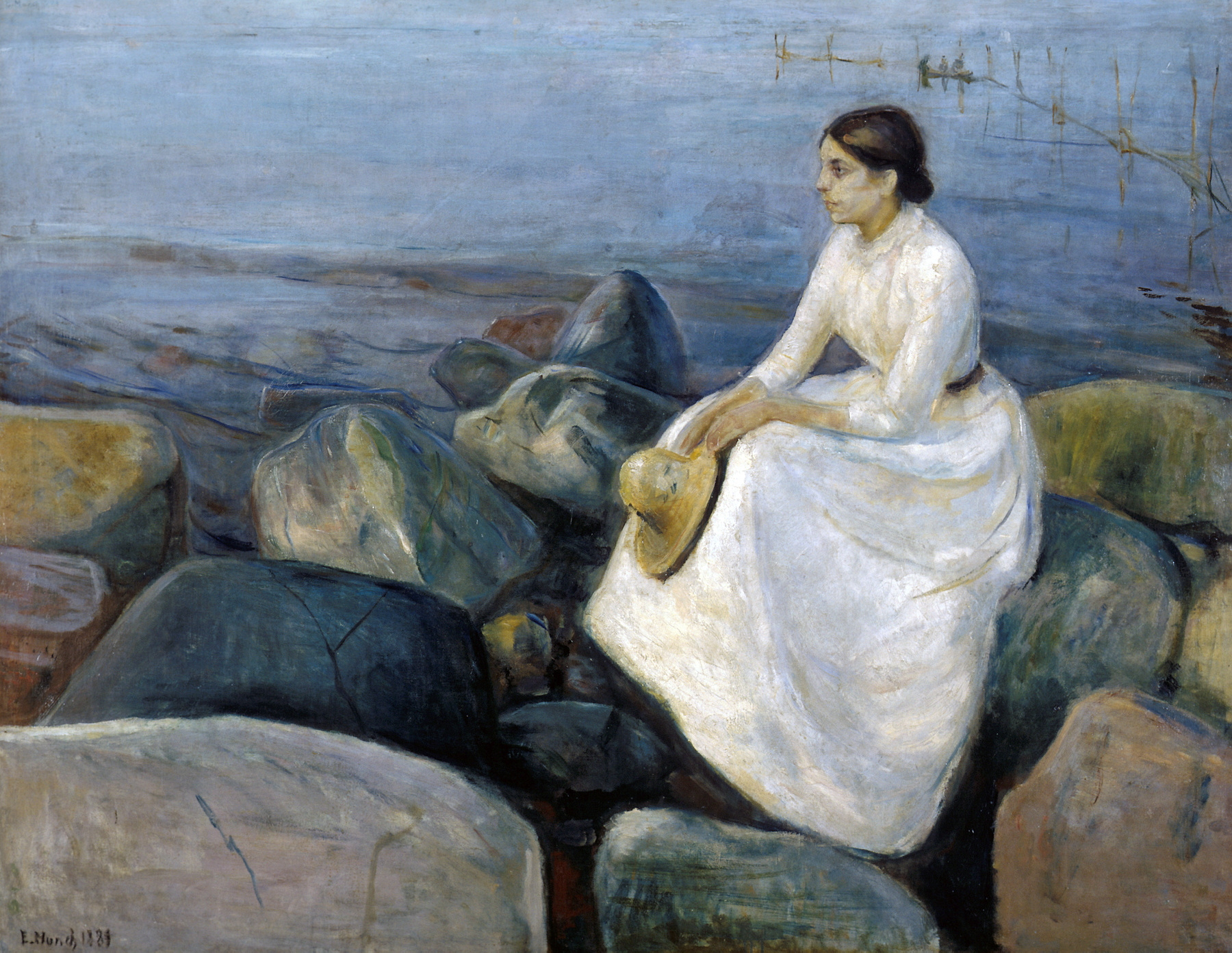
Edvard Munch, Inger à la plage, 1889 (126 × 161 cm), Kunstmuseum, Bergen.

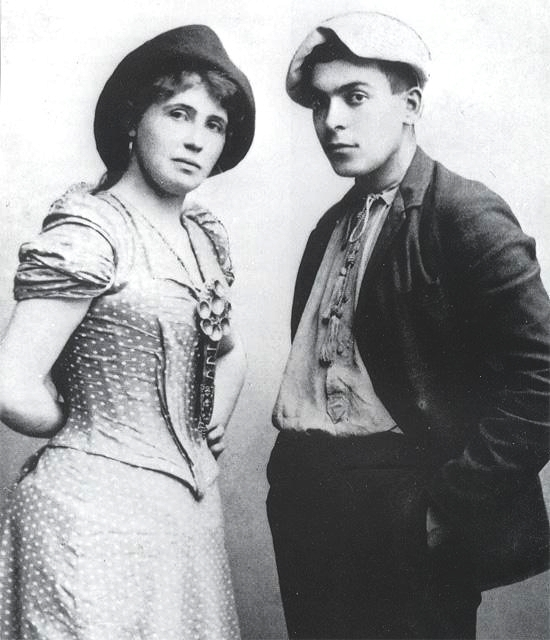
Oda Krohg et Jappe Nilssen, 1891.

Le critique d'art Reinhold Heller rattache certes ce thème à une tradition artistique mais refuse l'idée d'un rapport direct avec Dürer ou Gauguin : Munch puiserait davantage son inspiration dans ses propres souvenirs que dans l'histoire de l'art. Ainsi, le personnage assis sur le rivage serait un symbole permettant l'expression d'un profond sentiment humain. Les tableaux précurseurs de ce thème de la mélancolie sont Nuit à Saint-Cloud où un homme est représenté dans une attitude pensive au bord d'une fenêtre ou encore le portrait de sa sœur, Inger à la plage, où la nature est également le reflet de sentiments humains. On rencontre souvent dans l'œuvre de Munch des personnages sur la plage, le plus souvent le soir. L'historien de l'art Matthias Arnold écrit : « Des êtres sont seuls ou à deux, mais alors tout aussi solitaires, au bord du rivage et contemplent la mer, reflet de leur âme. »
En 1891, comme les années précédentes, Munch a passé l'été à Åsgårdstrand, une petite station balnéaire au bord du Fjord d'Oslo, lieu de villégiature estivale de nombreux habitants et artistes de la proche Kristiana, (l'actuelle ville d'Oslo). Son ami Jappe Nilssen, âgé de 21 ans, ainsi que le couple de peintres Christian et Oda Krohg ont passé l'été au même endroit et Munch a été le témoin de l'histoire d'amour à la fin malheureuse de son ami avec une femme mariée de dix ans son aînée. Cette relation a réveillé chez Munch le souvenir de sa propre relation avec Milly Thaulow, quelques années auparavant.
Munch avait aussi 21 ans lorsqu'en 1885, il était tombé amoureux de la femme de son cousin Carl Thaulow (un frère de Frits Thaulow), un amour interdit qui l'a longtemps poursuivi et qu'il a exprimé entre 1890 et 1893 dans des descriptions romantiques dans lesquelles il donnait à son aimée le nom de « Frau Heiberg ». À la fin de la relation il écrivit : « Après, j'ai perdu tout espoir de pouvoir aimer. » Selon Reinhold Heller, Jappe Nilssen a fait revivre chez Munch ces sentiments passés et lui a fourni une inspiration artistique.
Dans un texte probablement écrit au début des années 1890, Munch retrace l'ambiance du tableau : « C'était le soir. Je marchais le long de la mer, le clair de lune perçait à, travers les nuages. » Un homme marche aux côtés de sa femme jusqu'à ce qu'il réalise qu'il s'agit d'une illusion des sens et que la femme est loin. Soudain il croit reconnaître sur un long quai, « un homme et une femme, ils marchent jusqu'à un bateau jaune dans lequel un homme tient des rames ». La démarche de la femme lui rappelle cette femme qu'il sait pourtant à de nombreux kilomètres. « Le couple descend dans le bateau, lui d'abord puis elle. » Ils naviguent jusqu'à une île et l'homme imagine comment ils marchent bras dessous bras dessus alors qu'il reste seul. « Le bateau est de plus en plus petit — les rames claquent sur la surface de l'eau —, j'étais seul — les vagues glissaient jusqu'à lui et venaient mourir sur le rocher. Mais là-bas en pleine mer, l'île semblait rieuse dans la tiède nuit d'été. »

## Histoire
En 1891, Munch a réalisé un grand nombre d'esquisses sur le thème de la mélancolie, dans lesquelles il faisait varier la position du personnage et la position du bord de mer. Toutes étaient influencées à la fois par le néo-impressionnisme de ses années parisiennes et par le synthétisme et le symbolisme. À l'exposition de l'automne 1891, à Kristiana, Munch a présenté la première réalisation de Mélancolie, alors intitulée Soir. Les réactions ont été globalement négatives.
Puis Munch a passé l'hiver 1891-1892 à Nice, où il bénéficiait d'une bourse. Les impressions de l'été norvégien le préoccupaient davantage que l'environnement méditerranéen. Il y réalisa ses premiers travaux d'un coucher de soleil rouge intense que l'on retrouvera dans Le Cri.

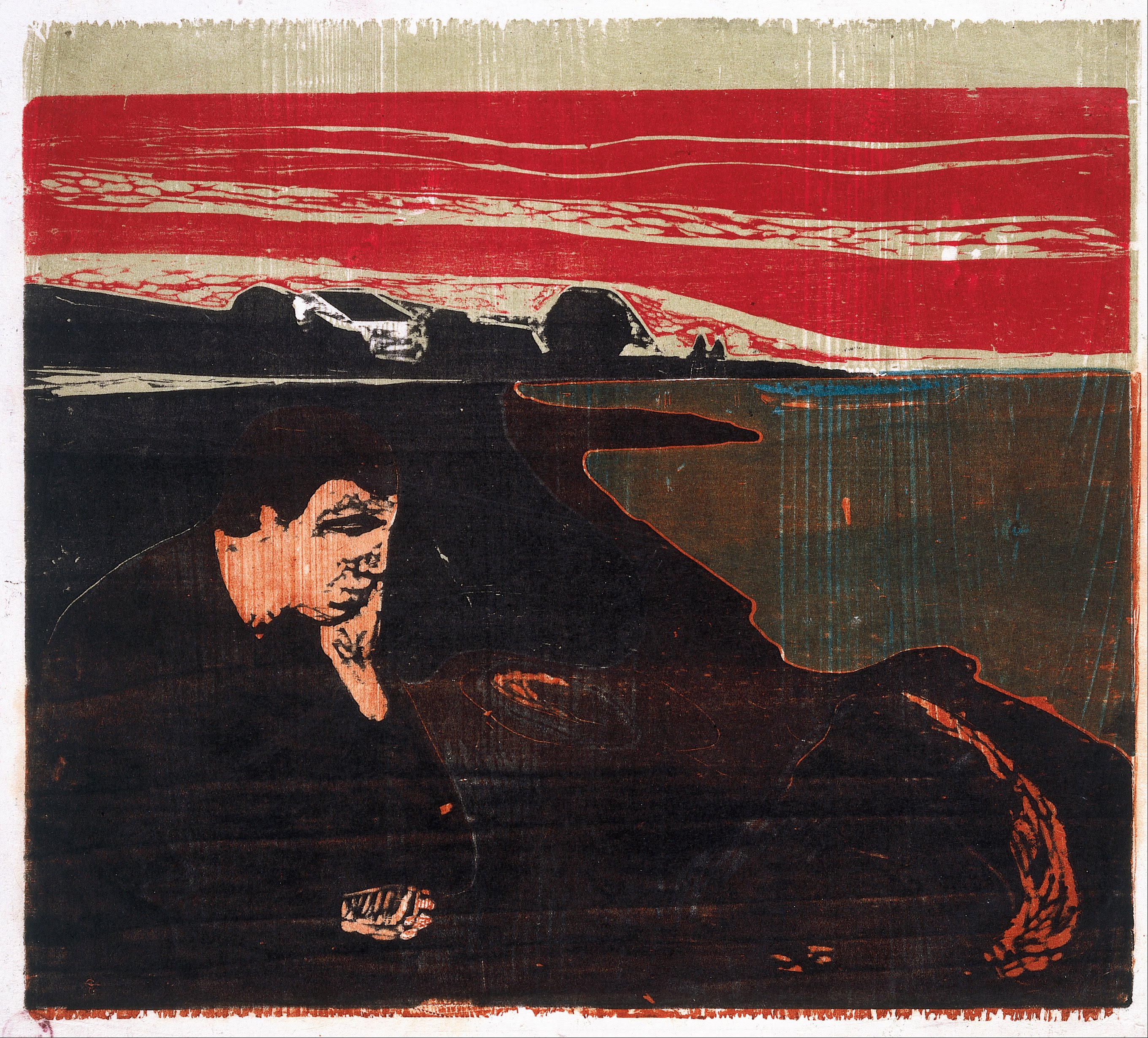
Edvard Munch, Soir. Mélancolie I, gravure sur bois, 1896 (41,1 × 55,7 cm), Musée Munch, Oslo.
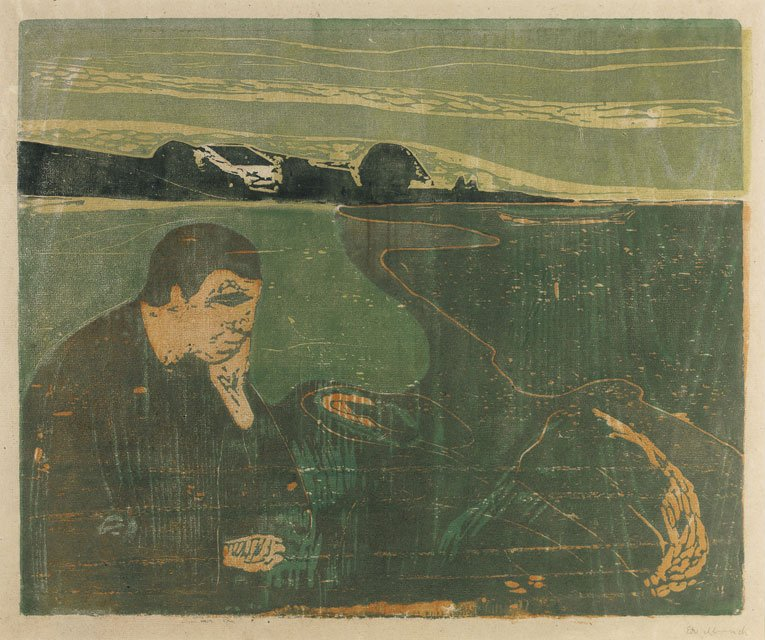
Edvard Munch, Soir. Mélancolie I, gravure sur bois, 1896 (37,2 × 45,2 cm).
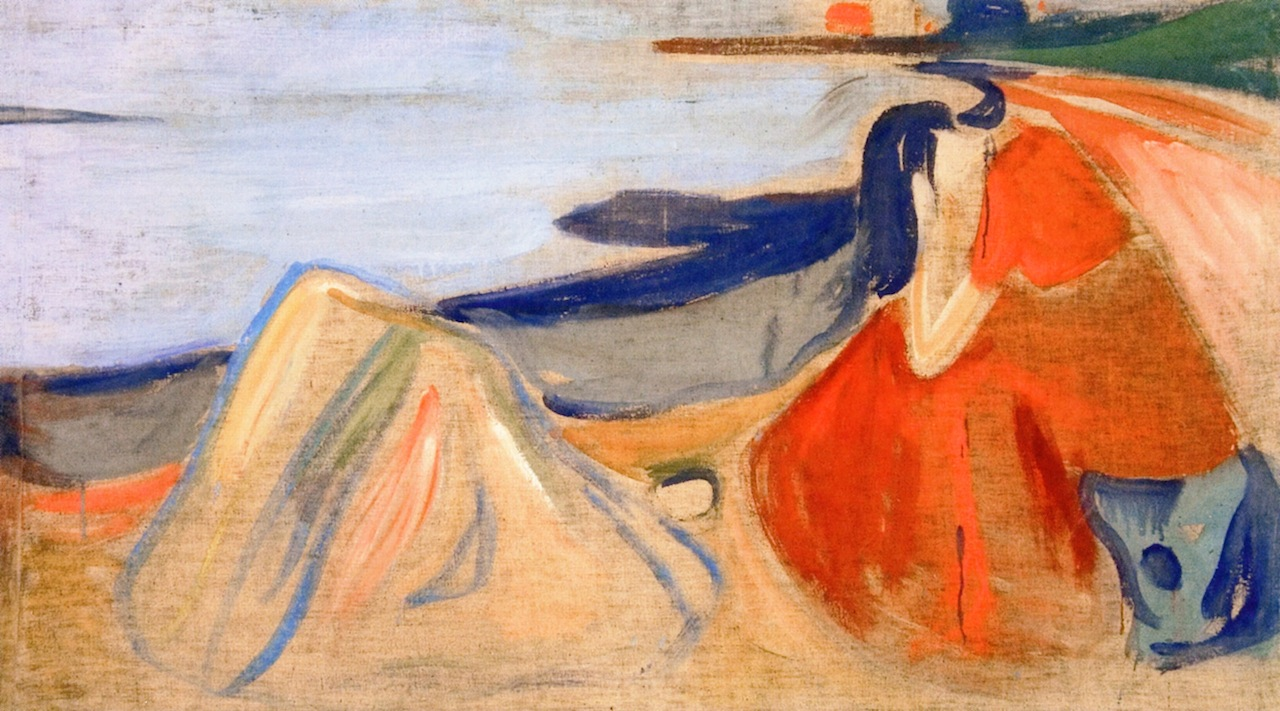
Edvard Munch: Mélancolie (Reinhardt-Fries), 1906-1907 (90 × 160 cm), Neue Nationalgalerie, Berlin.
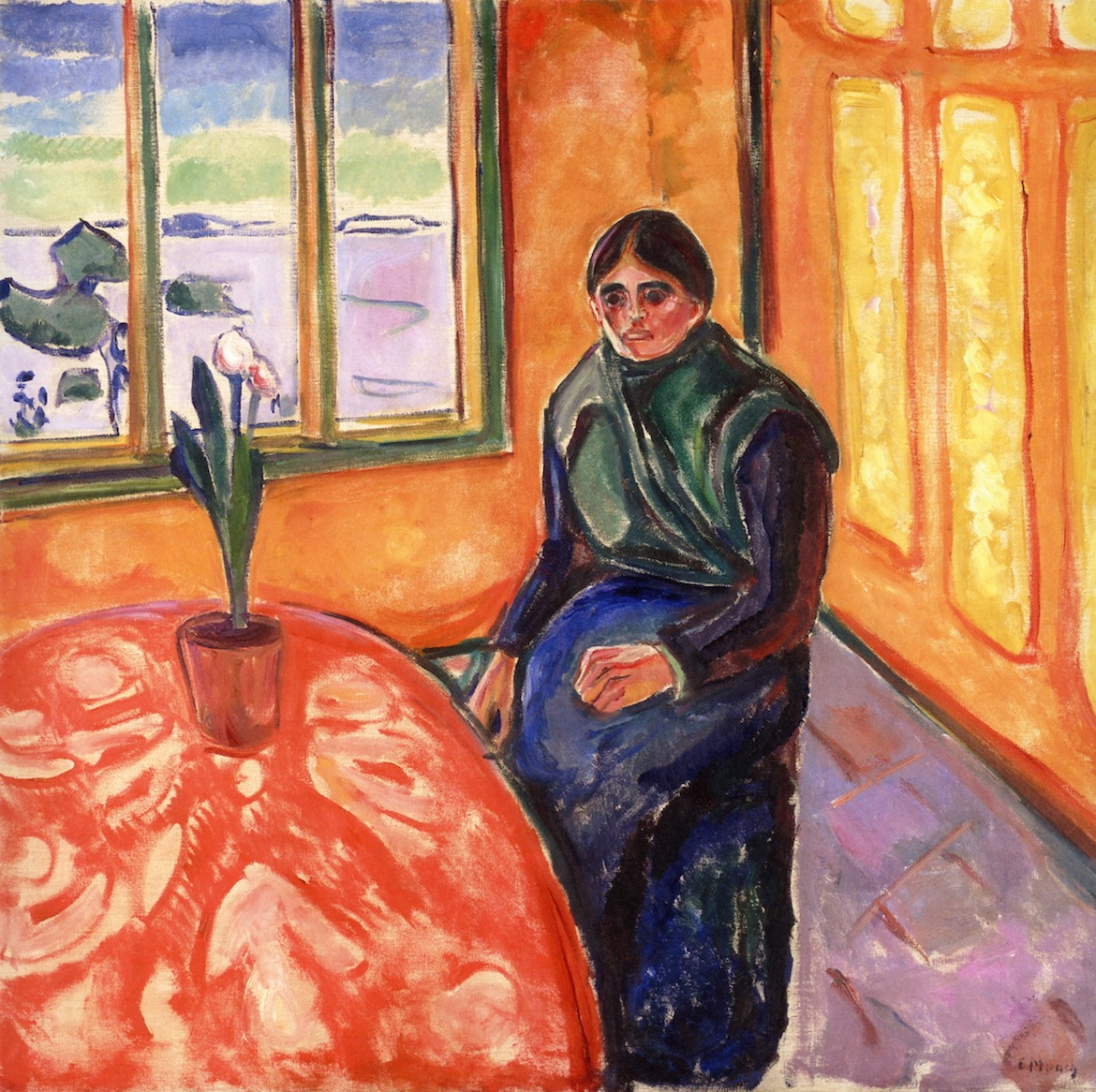
Edvard Munch, Mélancolie, 1911 (120 × 125 cm), Musée Stenersen, Oslo.